# Хайдаров, Уткирбек Абдужалилович
Уткирбек Абдужалилович Хайдаров (узб. Oʻtkirbek Abdujalilovich Haydarov; род. 25 января 1974 года) — узбекский боксёр-любитель, чемпион мира 1999 года, бронзовый призёр Олимпийских игр 2004 года, чемпионатов мира (2001 и 2003).

## Награды и звания
- «Узбекистон ифтихори»
- Заслуженный спортсмен Республики Узбекистан (2000)[1]
- Орден «Мехнат шухрати» (2001)[2]
- Орден «Фидокорона хизматлари учун» (2004)[3]
- Орден «Эл-юрт хурмати» (2016)[4]